# 브라이스 존슨
브라이스 존슨(Bryce Johnson, 1977년 4월 18일 ~ )은 미국의 배우이다.

## 출연 작품
- 비전스 (2015)
- 불륜녀 죽이기 (2015)
- 럭키 도그 (2014)
- 데들리 데이케어 (2014)
- 썸띵, 애니띵 (2014)
- 윌로우 크리크 (2013)
- 애니 앤 더 집시 (2012)
- 헐크 대 (2009)
- 트럭커 (2008)
- 블루 투스 버진 (2008)
- 메이저 무비 스타 (2008)
- 스테이 (2006)
- Freshman Orientation (2004)
- 해리와 맥스 (2004)
- 브링 잇 온 2 (2004)
- 스컬스 3 (2003)
- 체이싱 파피 (2003)
- 퍼즐드 (2001)

### 텔레비전
- 프리티 리틀 라이어스 (2010-13, 2015-16)